# The Contender Asia
The Contender Asia (conosciuto nel Regno Unito come The Contender: Kickboxer e negli USA come The Contender: Muay Thai) è una serie televisiva costruita attorno ad un'importante torneo di Muay Thai svoltosi a Singapore, con un ingente premio in denaro: 16 combattenti di peso medio (provenienti da 12 nazioni diverse) divisi in due squadre combattono fra loro per conquistare il titolo di "The Contender Champion" e vincere 150000 $. Questo programma televisivo fa parte di un progetto più ampio, The Contender.
Negli 8 episodi iniziali, prima di ogni incontro i presentatori hanno fatto partecipare i contendenti a delle "sfide" (che richiedevano un grande sforzo fisico ed un eccellente lavoro di squadra), le quali permettevano alla squadra vincitrice di combinare i due boxer per il match imminente.

## Contendenti
| WILD BOARS                  | TIGER KINGS              |
| Rafik Bakkouri - Leader     | John Wayne Parr - Leader |
| Naruepol Fairtex            | Yodsanklai Fairtex       |
| Bruce "The Preacher" Macfie | Soren Monkongtong        |
| David Pacquette             | Jose "Pitu" Sans         |
| Alain Sylvestre             | Džabar Askerov           |
| Zidov "Akuma" Dominik       | James Martinez           |
| Joakim Karlsson             | Kim Khan Zaki            |
| Sean Wright                 | Trevor "TNT" Smandych    |

## Episodi

### Episodio 1
Trasmesso il: 16 gennaio 2008

Serranda con il logo del programma, che si chiude alle spalle del lottatore che perde l'incontro ed è costretto a lasciare la casa.

I concorrenti si presentano e vengono assegnati alla squadra blu ed alla squadra rossa, rispettivamente i "Wild Boars" ed i "Tiger Kings".
Durante la sfida, Kim inciampa, e ciò vale la vittoria per la squadra blu.
- Sfida: I concorrenti devono correre a coppie, legati con delle corde.
- Vincitori della sfida: WILD BOARS
- Incontro: Naruepol vs. Trevor Smandych
- Vincitore dell'incontro: Naruepol (su decisione dell'arbitro)
- Eliminato: Trevor Smandych[1]

### Episodio 2
Trasmesso il: 23 gennaio 2008
- Sfida: Una gara di dragonboat lungo il fiume Singapore.
- Vincitori della sfida: WILD BOARS
- Incontro: Sean Wright vs. James Martinez
- Vincitore dell'incontro: Sean Wright (per k.o.)
- Eliminato: James Martinez[2]

### Episodio 3
Trasmesso il: 30 gennaio 2008

I Wild Boards festeggiano la loro seconda vittoria consecutiva. Dzahbar, sentendosi deriso in maniera esagerata, fa scoppiare una rissa con Rafik, che viene fermata da alcuni allenatori.
- Sfida: Una staffetta a cinque tappe: scatti, addominali, piegamenti sulle braccia, salto della corda ed una corsa in piscina con un peso.
- Vincitori della sfida: TIGER KINGS
- Incontro: John Wayne Parr vs. Rafik Bakkouri
- Vincitore dell'incontro: John Wayne Parr (su decisione dell'arbitro)
- Eliminato: Rafik Bakkouri[3]

### Episodio 4
Trasmesso il: 6 febbraio 2008

I Tiger Kings festeggiano per aver eliminato il capitano della squadra avversaria, intanto Bruce viene eletto nuovo capitano.
- Sfida: I concorrenti devono recuperare dei pezzi di puzzle in dei blocchi di ghiaccio, per ricostruire delle figure della mitologia cinese.
- Vincitori della sfida: TIGER KINGS
- Incontro: Yodsaenklai vs. Bruce Macfie
- Vincitore dell'incontro: Yodsaenklai (su decisione dell'arbitro)
- Eliminato: Bruce Macfie[4]

### Episodio 5
Trasmesso il: 13 febbraio 2008

Alain Sylvestre dice di essere affetto dalla malattia di Crohn. Intanto i Wild Boars eleggono David Pacquette come nuovo capitano, il quale si sente preoccupato per le sorti che sono capitate ai due capitani precedenti.
- Sfida: Un tiro alla fune con un camion.
- Vincitori della sfida: TIGER KINGS
- Incontro: Soren Monkongtong vs. Alain Sylvestre
- Vincitore dell'incontro: Soren Monkongtong (per k.o.)
- Eliminato: Alain Sylvestre[5]

### Episodio 6
Trasmesso il: 20 febbraio 2008

Džabar, prima dell'incontro, mostra come la sua religiosità lo accompagni in tutte le attività quotidiane, soprattutto nella Thai Boxe. Una volta scelto David come suo prossimo avversario, questo, per gioco, non gli dà la mano e Džabar decide di riservare i suoi risentimenti per l'incontro. Durante il match entrambi si tagliano alla nuca, Džabar perde due punti per un colpo basso ed un calcio mentre David è a terra. Nonostante i punti persi, Džabar vince 96 a 95.
- Sfida: I concorrenti devono scaricare un furgone di un supermercato pieno di scatole nel minor tempo possibile.
- Vincitori della sfida: TIGER KINGS
- Incontro: Džabar Askerov vs. David Pacquette
- Vincitore dell'incontro: Džabar Askerov (su decisione dei giudici di gara)
- Eliminato: David Pacquette[6]

### Episodio 7
Trasmesso il: 27 febbraio 2008
- Sfida: Uno alla volta, i concorrenti devono nuotare in mare per recuperare delle targhe, poi tornare indietro e distruggere dei cocomeri a colpi di thai boxe.
- Vincitori della sfida: WILD BOARS
- Incontro: Zidov "Akuma" Dominik vs. Kim Khan Zaki "Zig Zach"
- Vincitore dell'incontro: Zidov "Akuma" Dominik (per k.o.)
- Eliminato: Kim Khan Zaki "Zig Zach"[7]

### Episodio 8
Trasmesso il: 5 marzo 2008
- Sfida: Completare un percorso costituito da corde disposte come liane e ponti di legno.
- Vincitori della sfida: TIGER KINGS
- Incontro: Jose "Pitu" Sans vs. Joakim "Yukay" Karlsson
- Vincitore dell'incontro: Joakim "Yukay" Karlsson (per k.o.)
- Eliminato: Jose "Pitu" Sans[8]

### Episodio 9
Trasmesso il: 12 marzo 2008

Da questo episodio non ci sono più sfide, capitani, né squadre. I contendenti devono aprire dei cassetti trovare un amuleto blu od uno rosso. Colui che trova tale amuleto, combatte nell'angolo del rispettivo colore.
- Incontro:  Yodsaenklai vs.  Naruepol
- Vincitore dell'incontro: Yodsaenklai (per k.o.)
- Eliminato: Naruepol[9]

### Episodio 10
Trasmesso il: 19 marzo 2008
- Incontro: Sean Wright vs.  Joakim "Jocke" Karlsson
- Vincitore dell'incontro: Sean Wright (per k.o.)
- Eliminato: Joakim "Yukay" Karlsson[10]

### Episodio 11
Trasmesso il: 26 marzo 2008

John Wayne Parr è dispiaciuto di aver mandato a casa un suo caro amico, ma si rende conto che Zidov avrà molte occasioni per rifarsi, mentre per l'australiano la carriera sarebbe terminata, in caso di sconfitta.
- Incontro: John Wayne Parr vs.  Zidov "Akuma" Dominik
- Vincitore dell'incontro: John Wayne Parr (per k.o.)
- Eliminato: Zidov "Akuma" Dominik[11]

### Episodio 12
Trasmesso il: 2 aprile 2008

I due amici Džabar e Soren si sfideranno in questo incontro. Durante l'allenamento, i due si studiano e sembrano sicuri di sé. L'incontro è presentato dai rituali eseguiti dai tre semifinalisti (Sean, John Wayne e Yodsaenklai) accompagnati da Jaymee Ong.
Džabar riesce, già nel primo round, a mandare al tappeto l'avversario australiano, il quale ha una leggera perdita di memoria e non riesce a ricordarsi l'incontro.
- Incontro: Soren Monkongtong vs.  Džabar Askerov  (per k.o. al primo round)
- Vincitore dell'incontro: Džabar Askerov
- Eliminato: Soren Monkongtong[12]

### Episodio 13
Trasmesso il: 9 aprile 2008
- Incontro: Yodsaenklai vs.  Sean Wright  (per k.o.)
- Vincitore dell'incontro: Yodsaenklai
- Eliminato: Sean Wright[13]

### Episodio 14
Trasmesso il: 16 aprile 2008
- Incontro: John Wayne Parr vs.  Džabar Askerov (su decisione dell'arbitro)
- Vincitore dell'incontro: John Wayne Parr
- Eliminato: Džabar Askerov[14]

### Episodio 15 (Finale)
Trasmesso il: 23 aprile 2008
- Incontro:  Yodsaenklai  vs.  John Wayne Parr
- Vincitore dell'incontro: Yodsaenklai (su decisione dell'arbitro)
- Eliminato: John Wayne Parr[15]

## Tabella delle eliminazioni
| Yodsaenklai |    |    |    | Si |    |    |    |    | Si |    |    |    | Si |    | Si |  |  |  |  |  |  |
| John Wayne  |    |    | Si |    |    |    |    |    |    |    | Si |    |    | Si | No |  |  |  |  |  |  |
| Dzabhar     |    |    |    |    |    | Si |    |    |    |    |    | Si |    | No |    |  |  |  |  |  |  |
| Sean        |    | Si |    |    |    |    |    |    |    | Si |    |    | No |    |    |  |  |  |  |  |  |
| Soren       |    |    |    |    | Si |    |    |    |    |    |    | No |    |    |    |  |  |  |  |  |  |
| Zidov       |    |    |    |    |    |    | Si |    |    |    | No |    |    |    |    |  |  |  |  |  |  |
| Joakim      |    |    |    |    |    |    |    | Si |    | No |    |    |    |    |    |  |  |  |  |  |  |
| Naruepol    | Si |    |    |    |    |    |    |    | No |    |    |    |    |    |    |  |  |  |  |  |  |
| Pitu        |    |    |    |    |    |    |    | No |    |    |    |    |    |    |    |  |  |  |  |  |  |
| Zach        |    |    |    |    |    |    | No |    |    |    |    |    |    |    |    |  |  |  |  |  |  |
| David       |    |    |    |    |    | No |    |    |    |    |    |    |    |    |    |  |  |  |  |  |  |
| Alain       |    |    |    |    | No |    |    |    |    |    |    |    |    |    |    |  |  |  |  |  |  |
| Bruce       |    |    |    | No |    |    |    |    |    |    |    |    |    |    |    |  |  |  |  |  |  |
| Rafik       |    |    | No |    |    |    |    |    |    |    |    |    |    |    |    |  |  |  |  |  |  |
| James       |    | No |    |    |    |    |    |    |    |    |    |    |    |    |    |  |  |  |  |  |  |
| Trevor      | No |    |    |    |    |    |    |    |    |    |    |    |    |    |    |  |  |  |  |  |  |

     Vince sia la sfida che l'incontro.
     Sconfitto nella sfida ma vince l'incontro.
     Vince l'incontro e sfida non disputata.
     Vince la sfida ed incontro non disputato.
     Perde l'incontro e sfida non disputata.
     Vince la sfida ma perde l'incontro.
     Perde sia la sfida che l'incontro.